# 星际迷航 (小说)
《星际迷航》（英語：Tunnel in the Sky）是一部少年科幻小说，作者为美国科幻作家罗伯特·海因莱因，1955年由斯克里布纳之子公司出版。该故事讲述了一群学生为参加生存考试而被迫困在无人星球的故事。作品的文学主题包括了长大之艰难以及人类作为社会动物的本性等话题。

## 主题
正如在该书一年前出版的《蝇王》一样（有人认为是在向《蝇王》致敬），与世隔绝的环境能够显示出每一位学生个体的本性，但同时书中也描绘出了人类的共性。然而，该书的暗线主题却与《蝇王》恰恰相反，表现了人们可以自发地凝聚在一起、形成社会结构，而非自甘堕落为野蛮。故事中，一些学生由于不够谨慎而死亡，还有一些则性本顽劣，但这些和人们自发形成组织、构建稳定社会一样，都是人性的一部分。书中的殖民地考贝尔市也出现过多次政治危机，显示出社会需要法治来规范、政府来维护——又一个海因莱因书中的常见主题。该书用浪漫的手法描绘了开拓者，将人类表现为達爾文主義竞争中最为顽强的一个种族，这一主旋律稍后在《时间足够你爱》和《星船伞兵》当中都有体现。此外，和当时流行的科幻不太相像（但在海因莱因的书中十分常见）的是，该书描写了若干个智勇双全的女性角色。